# Zygfryd Kuchta
Zygfryd Kuchta (Diepholz, 5 gennaio 1944) è un ex pallamanista polacco.
Ha gareggiato alle Olimpiadi estive del 1972 e alle Olimpiadi estive del 1976.
Nel 1972 fece parte della squadra polacca che finì decima. Ha giocato tutte e cinque le partite e ha segnato sette gol.
Quattro anni dopo vinse la medaglia di bronzo con la squadra polacca. Ha giocato tutte e cinque le partite e ha segnato cinque gol.

## Palmarès

### Olimpiadi
- 1 medaglia:
  - 1 bronzo (Olimpiadi estive del 1976)